# Tekken Advance
Tekken Advance (vydáno v prosinci 2001) je jediné (září 2006) oficiální vydání hry pod hlavičkou Tekken pro konzole Nintendo. Nedrží se dějové linie série, vychází však velmi znatelně z dílu Tekken 3 (postavy, prostředí).

## Srovnání se sérií Tekken
Verze pro Game Boy Advance vychází z Tekken 3. Kvůli hardwarovému omezení vůči plnohodnotným next-gen konzolím typu PlayStation 2 však není ve 3D grafice a více se tak typově podobá např. sérii Street Fighter. Oproti Tekken 3 zde také chybí dvě postavy – Eddy a Lei. Závěrečným bossem je Heihachi. Pozměněná je též škála pohybů, z důvodů jiné filozofie ovladače u Gameboye.

## Zajímavost
V roce 2006 byla tato verze na Amazon.com dražší (14,99 USD), než Tekken 4 (14,82 USD).

## Data vydání
- 21. prosince 2001 – Japonsko
- 28. ledna 2002 – USA
- 29. března 2002 – Evropa